# Five on Line
Five on Line (FOL) è un EP dei Litfiba pubblicato online (streaming tramite il sito ufficiale e download digitale gratuito per i fans) il 30 gennaio 2009.
L'EP rimase disponibile per l'ascolto in streaming fino a marzo del 2009. Nel 2014 Filippo Margheri carica l'intero EP su SoundCloud.

## Descrizione
Si tratta di un EP registrato in sala prove in presa diretta. I Litfiba mostrano il loro work in progress: dei brani nuovi senza particolari arrangiamenti e sovraincisioni.
Ci sono innanzitutto 2 novità nell'organico della band: per prima cosa il ritorno nel 2007 di Roberto Terzani al basso e l'ingresso nel 2008 di un nuovo membro, il cantante Filippo Margheri.
La prima traccia inedita è la darkeggiante Sepolto vivo, della quale sarà successivamente realizzata una nuova versione, Sepolto vivo 2.0, estratta come singolo nel 2009. Segue Animale di zona, onirica ballata rock presente nell'album Spirito, riproposta sostanzialmente identica alla versione originale. L'ultima esecuzione di questo pezzo risaliva al 1999, quando la voce era ancora quella di Piero Pelù.
Il secondo inedito è Effetti collaterali 1.1, nuova versione del singolo Effetti collaterali del 2008, dal riff molto veloce. Il testo è quello più diretto dell'EP: si elencano le "miserie" dei tempi che corrono ed i loro deleteri effetti senza utilizzare particolari metafore. 
Luce che trema è tratta dall'album Insidia (2001). Esprime i pensieri di un condannato alla sedia elettrica nelle sue ultime ore di vita. Come Animale di zona viene rieseguito nella stessa versione edita a suo tempo.
L'ultimo inedito è Terra di nessuno, un hard-rock con atmosfere che ricordano il passato remoto della band. Il testo mette in scena la difesa dei "buoni" che subiscono soprusi dai potenti.
Di tutte le canzoni sono stati resi disponibili i relativi video dei provini in studio di registrazione in streaming sul sito ufficiale del gruppo realizzati con la collaborazione della garanet.

## Tracce
1. Sepolto vivo – 4:00
2. Animale di zona – 5:24
3. Effetti collaterali 1.1 – 4:44
4. Luce che trema – 3:46
5. Terra di nessuno – 4:49

Durata totale: 22:43

## Formazione
- Filippo Margheri - voce
- Ghigo Renzulli - chitarra elettrica
- Roberto Terzani - basso, cori
- Pino Fidanza - batteria

## Musicisti aggiuntivi
- Lorenzo Tirinnanzi - tastiera, pianoforte, chitrarra ritmica

## Tour promozionale
Per la promozione dell'album è stato organizzato un minitour di due date: la prima ad Aosta, il 6 settembre 2009, e la seconda a Modena l'11 settembre 2009, dove vengono suonati brani dell'EP insieme ad altri dei periodi con Piero Pelù e Gianluigi Cavallo alla voce. Viene inoltre presentato un nuovo brano inedito, Il Mostro. 
La scaletta delle canzoni era così suddivisa: 
1. Effetti collaterali
2. Il Mostro
3. Ritmo 2#
4. Mr. Hyde
5. Animale di zona
6. Sepolto vivo
7. Dio
8. Cuore di vetro
9. Oceano
10. No frontiere
11. Ci sei solo tu
12. Terra di nessuno
13. Sottile ramo
14. La rabbia in testa
15. Sotto il vulcano
16. Luce che trema
17. Ora d'aria
18. Fata Morgana
19. Dimmi il nome
20. Sparami
21. Lo spettacolo